# Сахаров, Николай Александрович
Никола́й Алекса́ндрович Са́харов (22 апреля 1954, Непотягово, Вологодский район, Вологодская область, РСФСР, СССР — 5 февраля 1979) — советский серийный убийца, ставший фигурантом самого громкого судебного процесса в Вологде.

## Биография

### Детство и юность
Родился в деревне Непотягово Спасского сельхозсовета Вологодского района Вологодской области 22 апреля 1954 года. Жил с матерью Галиной Александровной — колхозной труженицей. Отец Николая, участник и инвалид войны, умер рано. В школе Николай был дисциплинированным мальчиком, но учился плохо. Был членом ВЛКСМ с 1969 года по 1975 год. После 8 классов Сахаров окончил Кубенское СПТУ. Работал трактористом в совхозе «Пригородный», после чего служил в армии. С 1974 по 1975 год работал милиционером в спецприёмнике УВД Вологды, откуда был уволен «за связь с арестованными». Недолго проработал в «Сельхозтехнике», потом сменил много мест работы. Позже стал работать контролёром (надзирателем) в тюрьме. 25 октября 1977 года был уволен за нарушения дисциплины. Практически во всех характеристиках, написанных с места его работы, имел отрицательные оценки. При этом он вызывал симпатию к себе среди женщин, у него было много любовниц. Сахаров был женат, но очень недолго. Его бывшая жена говорила, что развелась из-за ревности мужа. Хотя сам Сахаров при жене не стеснялся приставать к другим женщинами, не скрывал своих измен.

### Убийства
Первое изнасилование и убийство он совершил в январе 1977 года. В городе поползли слухи, страх и паника. Стали бесследно исчезать девушки: всего было зафиксировано пять случаев бесследного исчезновения девушек. Люди в городе преувеличивали число жертв, называя десятки исчезнувших, что повышало истерию. Милиция долго не хотела заниматься этим делом. Однако позже была создана особая группа по расследованию, которую возглавил старший следователь областной прокуратуры Владимир Дорофеев. Сахаров знал, что его ищут, но это не останавливало его жажду убивать. Последнее исчезновение произошло в ноябре в посёлке Майский. Нашлись свидетели, которые видели, как девушка села в автомобиль «Москвич-403». Появилась первая важная улика — преступник ездит на автомобиле. Было организовано прочёсывание дорог, и 15 декабря Сахаров был арестован патрульной милицейской машиной.

### Арест, следствие и суд
25 января 1978 года Сахаров признался в убийстве трех девушек (Татьяны Светиной, Натальи Виноградовой и Марины Мухиной). Имея машину, он рыскал в поисках своих жертв по городу и окрестностям. И если ему встречалась на дороге одинокая молоденькая девушка, предлагал её подвезти. Чаще всего он бывал в милицейской форме. Когда девушка садилась в машину, он увозил её за город, в лес, насиловал (по его признанию, изнасиловал двух, третью жертву не смог), убивал ударом молотка, коряги, настроечного ключа, затем труп сжигал, череп раздроблял палкой, останки заворачивал в тряпку и выбрасывал в реку. Останки двух других жертв выбросил в реку Пельшму. Сжигал трупы в лесу под Кадниковым. Со второй жертвы снял часы и платок, подарил их одной из своих любовниц. С третьей — нательный крестик и «цепочку жёлтого металла», которую подарил другой любовнице. Эта цепочка, изъятая во время следствия, тоже помогла уличить преступника.
В феврале того же года он попытался сбежать из СИЗО, но его успели остановить.
С 18 по 25 июля 1978 года в Вологде состоялся суд. Судьёй по этому делу был известный в Вологде юрист Юрий Кошкин. Вместе с Сахаровым на скамье подсудимых оказались три его сообщника. Они совершили с ним ряд краж, но никто из них в изнасилованиях и убийствах не участвовал. Ещё до суда была договоренность с конвойным полком о выделении особой охраны и усиленных нарядах милиции. В городе были разговоры о том, что население возбуждено, может произойти линчевание. В те дни толпы людей пошли к зданию суда. Участники процесса и судьи с большим трудом проходили в здание. На крыльце суда были установлены динамики (беспрецедентный по тем временам случай). Через них людей призывали к спокойствию, их просили не мешать ходу процесса. На суде Сахаров детально рассказал обо всех своих преступлениях, полностью признал свою вину, раскаялся. Просил суд не приговаривать его к смертной казни. Однако Сахаров был приговорён к расстрелу. 5 февраля 1979 года приговор был приведён в исполнение.

## В массовой культуре
- Документальный фильм «В постели с убийцей» из цикла «Следствие вели» (2017)